# Paloma Creek South
Paloma Creek South – jednostka osadnicza w Stanach Zjednoczonych, w stanie Teksas, w hrabstwie Denton.